# Аристов, Антон (футболист)
Антон Аристов (эст. Anton Aristov; 22 августа 1986, Таллин) — эстонский футболист, правый защитник и полузащитник.

## Биография
Воспитанник клуба «Фортуна» (Таллин). Дебютировал во взрослом футболе в 2002 году в клубе «Пума» (Таллин), выступавшем в третьей лиге Эстонии. С 2003 года находился в системе таллинской «Левадии». В высшем дивизионе сыграл первый матч 18 августа 2003 года за резервную команду «Левадии» против «Транса». В основной команде своего клуба дебютировал 29 сентября 2004 года в матче против ТФМК (2:2), вышел на замену на 74-й минуте и отдал голевую передачу, позволившую его команде сравнять счёт. В основном составе таллинского клуба закрепиться не смог, сыграв один матч в 2004 году, один — в 2005 году и 5 матчей (1 гол) — в первой половине 2009 года. Чемпион (2004) и вице-чемпион (2005) Эстонии. Много лет выступал за второй состав «Левадии», где провёл более 130 матчей. Во второй половине 2007 года выступал на правах аренды в высшей лиге за «Калев» (Таллин), а во второй половине 2009 года — за «Таммеку» (Тарту).
После ухода из «Левадии» в течение года играл на любительском уровне в Испании.
В 2012 году присоединился к клубу «Инфонет» (Таллин), с которым в том же сезоне стал победителем первой лиги Эстонии, а в следующем сезоне выступал в высшей лиге. В 2014—2015 годах играл только за резервные команды «Инфонета». В 2016 году перешёл в «Маарду ЛМ», провёл за клуб более 170 матчей, неоднократно становился победителем первой лиги (2017, 2018, 2021), а в 2019 году сыграл 24 матча и забил один гол в высшей лиге. Остался в команде после того, как она в 2022 году была переведена по организационным причинам из второго дивизиона в четвёртый.
Всего в высшем дивизионе Эстонии сыграл 89 матчей и забил 2 гола. В первой лиге сыграл более 300 матчей.
Выступал за молодёжную сборную Эстонии.

## Достижения
- Чемпион Эстонии: 2004
- Серебряный призёр чемпионата Эстонии: 2005